# The Black Crook

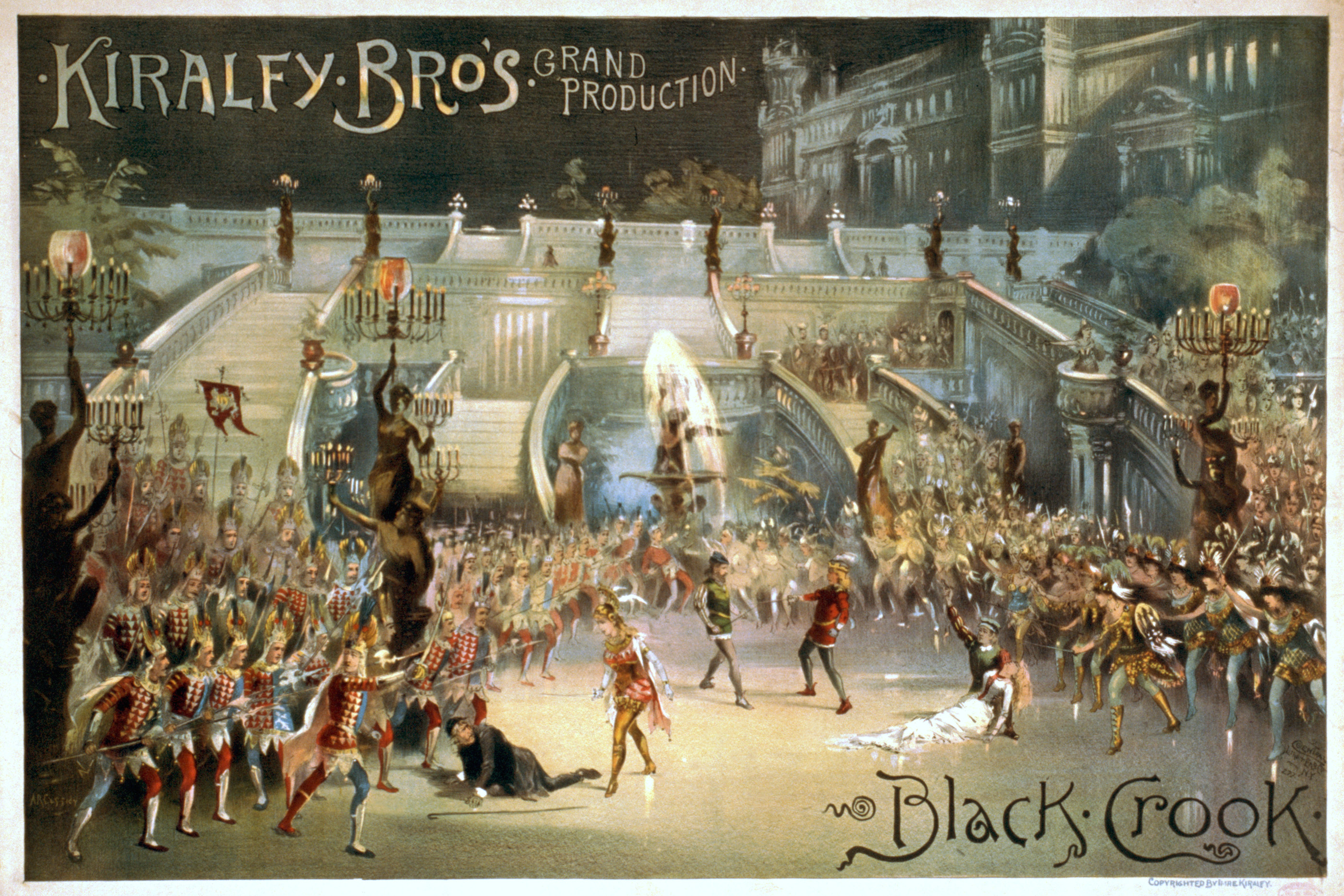
Finale van The Black Crook.

The Black Crook (de zwarte boef) is een toneelstuk dat in 1866 voor het eerst werd opgevoerd. Velen beschouwen het stuk als een musical. 
Het toneelstuk was met een totale lengte van 5,5 uur uitzonderlijk lang. Het stuk was vooral populair bij de rijken. Het stuk werd opgevoerd van 1866 tot 1872. In totaal is het toneelstuk 474 keer opgevoerd, waarbij het in totaal 1 miljoen dollar heeft opgebracht. 
Het toneelstuk was revolutionair doordat men de decors op het podium snel kon omwisselen. Zo kon een scène in een keer overgaan van een donkere grot tot een sprookjespaleis.